# 北海道道645号上問寒幌延停車場線
北海道道645号上問寒幌延停車場線（ほっかいどうどう645ごう かみといかんほろのべていしゃじょうせん）は、北海道天塩郡幌延町上問寒と幌延市街を結ぶ一般道道（北海道道）である。

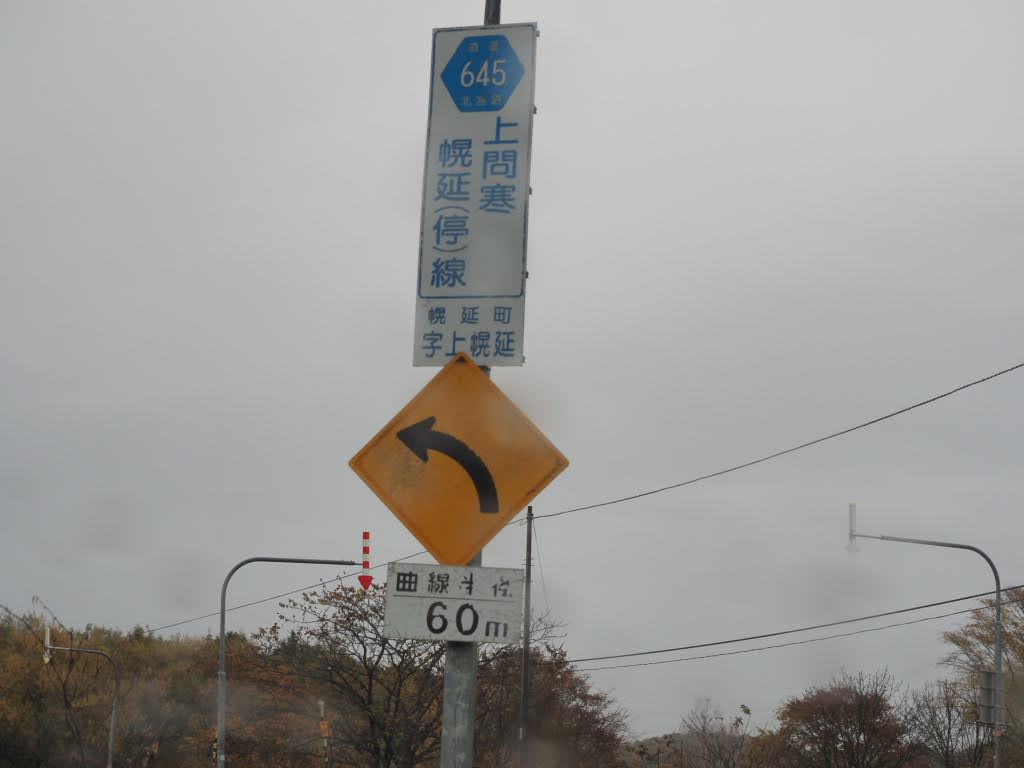
道道645号線標識

## 概要

### 路線データ
- 起点 : 北海道天塩郡幌延町字上問寒（北海道道583号上問寒問寒別停車場線交点）
- 終点 : 北海道天塩郡幌延町1条北1丁目（JR北海道 宗谷本線 幌延駅）
- 総延長：27.200 km
- 実延長：22.455 km
- 重用延長：4.745 km

### 道路管理者
- 宗谷総合振興局 稚内建設管理部 事業課

## 歴史
- 1970年（昭和45年）3月31日 - 路線認定[1]。

## 路線状況

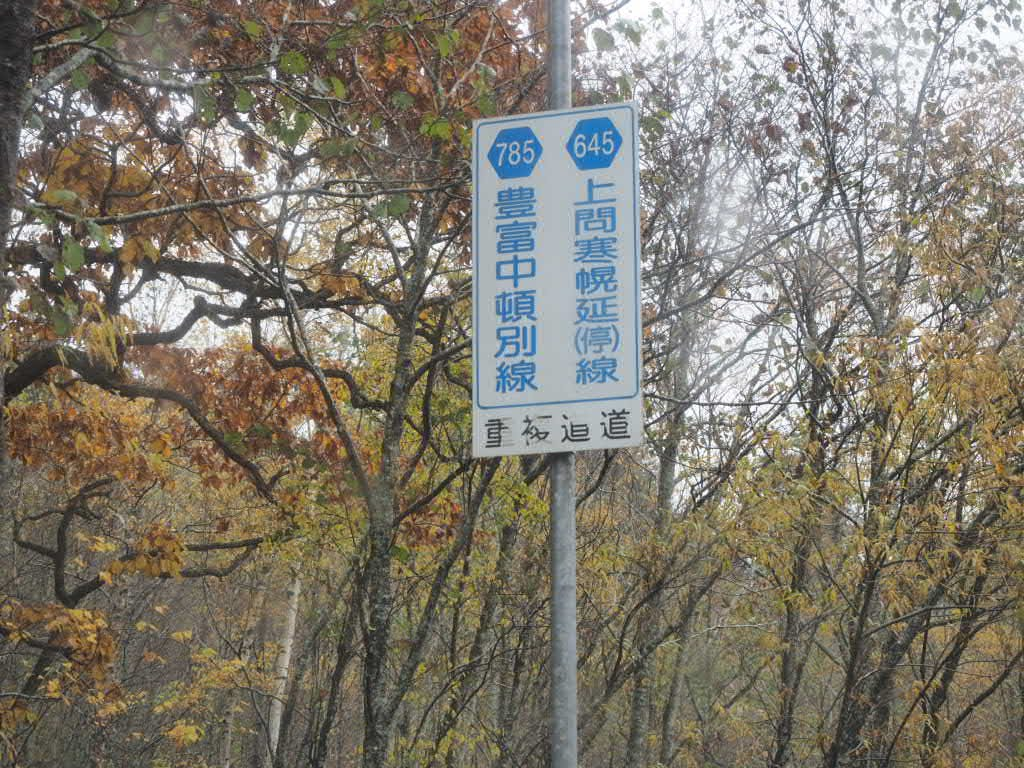
重複区間標識

### 重複区間
- 北海道道785号豊富中頓別線（幌延町字上問寒）
- 北海道道256号豊富遠別線（幌延町字上幌延 - 幌延町元町）
- 北海道道121号稚内幌延線（幌延町元町 - 幌延町3条南1丁目）

### 道路施設

#### 主な橋梁
- 上之橋（82 m、パンケオポッペ川、幌延町字上幌延）
- 中之橋（33 m、パンケオポッペ川、幌延町字上幌延）
- 下之橋（37 m、パンケオポッペ川、幌延町字上幌延）

#### 常設型ゲート
- ゲート（幌延町字上問寒、チェーン着脱場付近）
- ゲート（幌延町字上問寒、北海道道785号豊富中頓別線交点）

## 地理

### 通過する自治体
- 宗谷総合振興局
  - 天塩郡幌延町

### 交差する道路
幌延町
- 北海道道583号上問寒問寒別停車場線 - 字上問寒（起点）
- 北海道道785号豊富中頓別線 - 字上問寒
- 北海道道256号豊富遠別線 - 字上幌延、元町（重複）
- 北海道道121号稚内幌延線 - 元町、3条南1丁目（重複）

### 沿線にある施設など
幌延町
- JR北海道 宗谷本線 上幌延駅
- 総合スポーツ公園
  - 野球場
- 幌延郵便局
- 幌延町農業協同組合本所
- JR北海道 宗谷本線 幌延駅